# El reencuentro (álbum)
El reencuentro es el séptimo álbum en directo de la banda chilena Quilapayún, lanzado en 2004. Fue grabado en directo en septiembre del 2003. Se trata de un álbum doble, el primero de los cuales lleva por nombre «Cantata Santa María de Iquique», al ser una interpretación de dicha cantata, mientras que el segundo se llama «Canciones fundamentales».

## Lista de canciones
Todas las letras y música del primer disco fueron compuestas por Luis Advis, y pertenecen al álbum Cantata de Santa María de Iquique.

| Cantata Santa María de Iquique |                                                   |          |  |
| N.º                            | Título                                            | Duración |  |
| 1.                             | «Pregón»                                          |          |  |
| 2.                             | «Preludio instrumental»                           |          |  |
| 3.                             | «Relato I»                                        |          |  |
| 4.                             | «Canción I: El sol en desierto grande»            |          |  |
| 5.                             | «Interludio instrumental I»                       |          |  |
| 6.                             | «Relato II»                                       |          |  |
| 7.                             | «Canción II: Vamos mujer»                         |          |  |
| 8.                             | «Interludio instrumental II»                      |          |  |
| 9.                             | «Relato III»                                      |          |  |
| 10.                            | «Interludio cantado (Se han unido con nosotros)»  |          |  |
| 11.                            | «Relato IV»                                       |          |  |
| 12.                            | «Canción III: Soy obrero pampino»                 |          |  |
| 13.                            | «Interludio instrumental III»                     |          |  |
| 14.                            | «Relato V»                                        |          |  |
| 15.                            | «Canción letanía (Murieron tres mil seiscientos)» |          |  |
| 16.                            | «Canción IV: A los hombres de la pampa»           |          |  |
| 17.                            | «Canción pregón»                                  |          |  |
| 18.                            | «Canción final»                                   |          |  |

| Canciones fundamentales |                                                   |                        |                                 |          |  |
| N.º                     | Título                                            | Letras                 | Música                          | Duración |  |
| 1.                      | «Plegaria a un labrador» (de Quilapayún 4)        | Víctor Jara            | Víctor Jara                     |          |  |
| 2.                      | «El forastero» (de Quilapayún)                    | Carlos Préndez Saldías | Eduardo Carrasco                |          |  |
| 3.                      | «El canto del Cuculí» (de Quilapayún)             | instrumental           | Eduardo Carrasco                |          |  |
| 4.                      | «Qué dirá el santo padre» (de X Vietnam)          | Violeta Parra          | Violeta Parra                   |          |  |
| 5.                      | «Te recuerdo Amanda» (de Patria)                  | Víctor Jara            | Víctor Jara *                   |          |  |
| 6.                      | «Machu Pichu» (de Patria)                         | instrumental           | Hugo Lagos & Eduardo Carrasco * |          |  |
| 7.                      | «Memento» (de Darle al otoño un golpe...)         | Federico García Lorca  | Gustavo Becerra                 |          |  |
| 8.                      | «Lunita de lejos» (de Darle al otoño un golpe...) | Eduardo Carrasco       | Eduardo Carrasco                |          |  |
| 9.                      | «La muralla» (de Basta)                           | Nicolás Guillén        | Quilapayún                      |          |  |
| 10.                     | «Mi patria» (de Patria)                           | Fernando Alegría       | Eduardo Carrasco *              |          |  |
| 11.                     | «Malembe» (de Adelante)                           | Quilapayún             | popular cubana & Quilapayún     |          |  |

* arreglos por Quilapayún.

## Créditos
Quilapayún
- Eduardo Carrasco
- Carlos Quezada
- Hernán Gómez
- Rubén Escudero
- Hugo Lagos
- Guillermo García
- Ricardo Venegas
- Ismael Oddó

Relator
- Humberto Duvauchelle